# Sagami (poetisa)
Sagami (相模?   ¿998? - ¿1061?) es una poetisa y cortesana japonesa que vivió a mediados de la era Heian. Su nombre está incluido en las listas antológicas del Chūko Sanjūrokkasen y del Hyakunin Isshu.

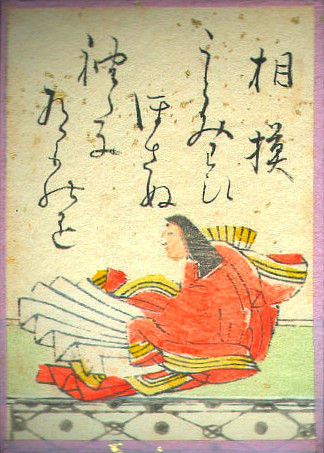
Sagami, en el Hyakunin Isshu.

Su nombre original era Otojijū (乙侍従?), pero en 1020 al contraer matrimonio cambió su nombre a Sagami, tomando el nombre de la provincia de Sagami, el cual gobernaba su esposo y decide vivir en dicho lugar. Luego de tener problemas en su matrimonio regresa a Kioto en 1024 y se divorcia. Posteriormente tiene una relación amorosa con el poeta Fujiwara no Sadayori, hijo de Fujiwara no Kintō. Poco después asistió a la Princesa Imperial Nagako, primera hija del Emperador Ichijō. Hacia 1049 sirvió a la Princesa Imperial Yūshi, hija del Emperador Go-Suzaku.
Escribió numerosos poemas waka y estuvo activa dentro de los círculos literarios durante el reinado del Emperador Go-Suzaku y comienzos del reinado del Emperador Go-Reizei. Es mencionada como participante en varios concursos de waka (歌合 utaawase?) realizados entre 1035 y 1056.
Algunos de sus poemas fueron incluidos en las antologías Chokusen-shū (勅撰集?) y en la antología imperial Goshūi Wakashū (後拾遺和歌集?). También compiló personalmente sus poemas en el Sagami-shū (相模集?).